# Radix parapsilia
Radix parapsilia is een slakkensoort uit de familie van de Lymnaeidae. De wetenschappelijke naam van de soort is voor het eerst geldig gepubliceerd in 2009 door Vinarski & Gloer.